# Патрушев, Пётр Егорович
Пётр Его́рович Па́трушев (26 мая 1942 или 1942, Колпашево, Новосибирская область — 28 марта 2016, Территория Джервис-Бей) — австралийский журналист и синхронный переводчик русского происхождения. В 1962 году вплавь через Чёрное море сбежал из СССР в Турцию.

## Биография
Был третьим ребёнком в семье ветеринара Егора Григорьевича Патрушева (1905—1942). Родился через месяц после ухода отца на фронт, где тот погиб. В 1956 году после окончания восьмилетней школы поступил в техникум в городе Томске. Одновременно заинтересовался медициной и психологией, а также начал заниматься плаванием. Будучи отличным пловцом, после призыва в Советскую Армию Пётр Патрушев попадает в спортивный клуб армии в городе Новосибирск, но в результате интриг и вмешательства КГБ Пётр Патрушев был направлен в обычную военную часть, где столкнулся с дедовщиной. Стремясь избежать смерти или увечья, успешно симулировал психическое заболевание.
Чтобы избежать интенсивного психотропного лечения, которое ему прописали, бежал из психиатрической больницы. Некоторое время после этого жил в Томске в доме своего тренера. Впоследствии Пётр сильно переживал из-за того, что навлёк на своего спасителя преследования властей, и в течение многих лет стремился посильно помогать материально ему и его близким.

### Побег из СССР
В 1962 году, приняв решение покинуть СССР, несколько месяцев жил в Батуми. Он готовился к тому, чтобы преодолеть государственную границу с Турцией, проплыв по морю около 35 километров только в ластах и в плавках. Побег удался. Это произошло в июне 1962 года. Это был единственный успешный побег пловца-одиночки за многие годы[уточнить].
Когда об его побеге узнали в СССР, он был заочно приговорён к смертной казни за измену. В Турции П. Патрушев был задержан, содержался в одиночном заключении и подвергался допросам с пристрастием[прояснить]. Когда турецкие власти убедились, что Патрушев не советский шпион, его отпустили из тюрьмы. За это время П. Патрушев выучил турецкий язык.

### Дальнейшая карьера
Патрушев стал гражданином Австралии. Он хорошо овладел английским языком. В 1968 году он стал ведущим Би-би-си в Лондоне и позже на Радио «Свобода» в Мюнхене и Сан-Франциско. Работал также телеведущим, журналистом, переводчиком-синхронистом. Будучи переводчиком высокой квалификации, П. Патрушев являлся членом Международной ассоциации устных переводчиков и Национального органа по аккредитации письменных и устных переводчиков. Он был переводчиком на встречах глав государств России и Австралии Владимира Путина и Джона Говарда, а также на встречах других высоких государственных и деловых лиц.
Он работал в качестве старшего консультанта отдела СНГ и Восточной Европы в Сети разрешения конфликтов (Conflict Resolution Network, CRN) Стеллы и Хелен Корнелиус. Эта сеть стояла у истоков Миротворческого и конфликтологического центра Сиднейского университета. Пётр был основателем центра CRN в Москве и опубликовал собственный перевод книги, изданной CRN, «Everyone Can Win» («Выиграть может каждый»).

### Посещение России
В 1990 году впервые за 28 лет П. Патрушев побывал в Советском Союзе. Он хотел встретиться с родственниками, а также наладить контакты CRN с соответствующими российскими организациями. Предполагалось, что смертный приговор, вынесенный П. Патрушеву в 1962 году, был отменён. Несмотря на это, после прилёта в Москву его задержали в аэропорту более чем на восемь часов, не разрешая встретиться ни с представителями австралийского посольства, ни с лицами, его встречавшими. После длительного пребывания в жарком и душном отеле при аэропорте П. Патрушев был освобождён без всяких объяснений. После этого находившийся рядом с ним директор отеля заявил: «Видите, перестройка работает».
До самой смерти он жил в Джервис-Бэй, в штате Новый Южный Уэльс, Австралия, с женой и сыном.